# Комбруже
Комбруже́ (фр. Comberouger) — муніципалітет у Франції, у регіоні Окситанія, департамент Тарн і Гаронна. Населення — 268 осіб (01.01.2021).
Муніципалітет розташований на відстані близько 570 км на південь від Парижа, 40 км на північний захід від Тулузи, 27 км на південний захід від Монтобана.

## Історія
До 2015 року муніципалітет перебував у складі регіону Південь-Піренеї. Від 1 січня 2016 року належить до нового об'єднаного регіону Окситанія.

## Демографія
Динаміка населення (INSEE ):
Розподіл населення за віком та статтю (2006):
| Стать | Всього | До 15 років | 15-24 | 25-44 | 45-64 | 65-85 | Понад 85 |
| --- | ------ | ----------- | ----- | ----- | ----- | ----- | -------- |
| Чоловіки | 156    | 38          | 13    | 33    | 36    | 28    | 8        |
| Жінки | 125    | 24          | 16    | 33    | 36    | 12    | 4        |
| \| Статево-вікова піраміда \| Статево-вікова піраміда \| Статево-вікова піраміда \| \| ----------------------- \| ----------------------- \| ----------------------- \| \| Чоловіки \| Вік \| Жінки \| \| 8 \| 85 + \| 4 \| \| 4 \| 80-84 \| 4 \| \| 0 \| 75-79 \| 0 \| \| 12 \| 70-74 \| 8 \| \| 12 \| 65-69 \| 0 \| \| 8 \| 60-64 \| 16 \| \| 16 \| 55-59 \| 12 \| \| 4 \| 50-54 \| 0 \| \| 8 \| 45-49 \| 8 \| \| 8 \| 40-44 \| 8 \| \| 9 \| 35-39 \| 9 \| \| 12 \| 30-34 \| 8 \| \| 4 \| 25-29 \| 8 \| \| 8 \| 20-24 \| 8 \| \| 5 \| 15-20 \| 8 \| \| 5 \| 10-14 \| 4 \| \| 4 \| 5-9 \| 12 \| \| 29 \| 0-4 \| 8 \| |        |             |       |       |       |       |          |
| Статево-вікова піраміда |        |             |       |       |       |       |          |
| Чоловіки | Вік    | Жінки       |       |       |       |       |          |
| 8 | 85 +   | 4           |       |       |       |       |          |
| 4 | 80-84  | 4           |       |       |       |       |          |
| 0 | 75-79  | 0           |       |       |       |       |          |
| 12 | 70-74  | 8           |       |       |       |       |          |
| 12 | 65-69  | 0           |       |       |       |       |          |
| 8 | 60-64  | 16          |       |       |       |       |          |
| 16 | 55-59  | 12          |       |       |       |       |          |
| 4 | 50-54  | 0           |       |       |       |       |          |
| 8 | 45-49  | 8           |       |       |       |       |          |
| 8 | 40-44  | 8           |       |       |       |       |          |
| 9 | 35-39  | 9           |       |       |       |       |          |
| 12 | 30-34  | 8           |       |       |       |       |          |
| 4 | 25-29  | 8           |       |       |       |       |          |
| 8 | 20-24  | 8           |       |       |       |       |          |
| 5 | 15-20  | 8           |       |       |       |       |          |
| 5 | 10-14  | 4           |       |       |       |       |          |
| 4 | 5-9    | 12          |       |       |       |       |          |
| 29 | 0-4    | 8           |       |       |       |       |          |

## Економіка
2010 року серед 173 осіб працездатного віку (15—64 років) 126 були активними, 47 — неактивними (показник активності 72,8%, у 1999 році було 65,5%). З 126 активних мешканців працювало 111 осіб (68 чоловіків та 43 жінки), безробітними було 15 (7 чоловіків та 8 жінок). Серед 47 неактивних 16 осіб було учнями чи студентами, 18 — пенсіонерами, 13 були неактивними з інших причин.

У 2010 році в муніципалітеті числилось 107 оподаткованих домогосподарств, у яких проживали 290,0 особи, медіана доходів виносила 16 871 євро на одного особоспоживача

## Галерея

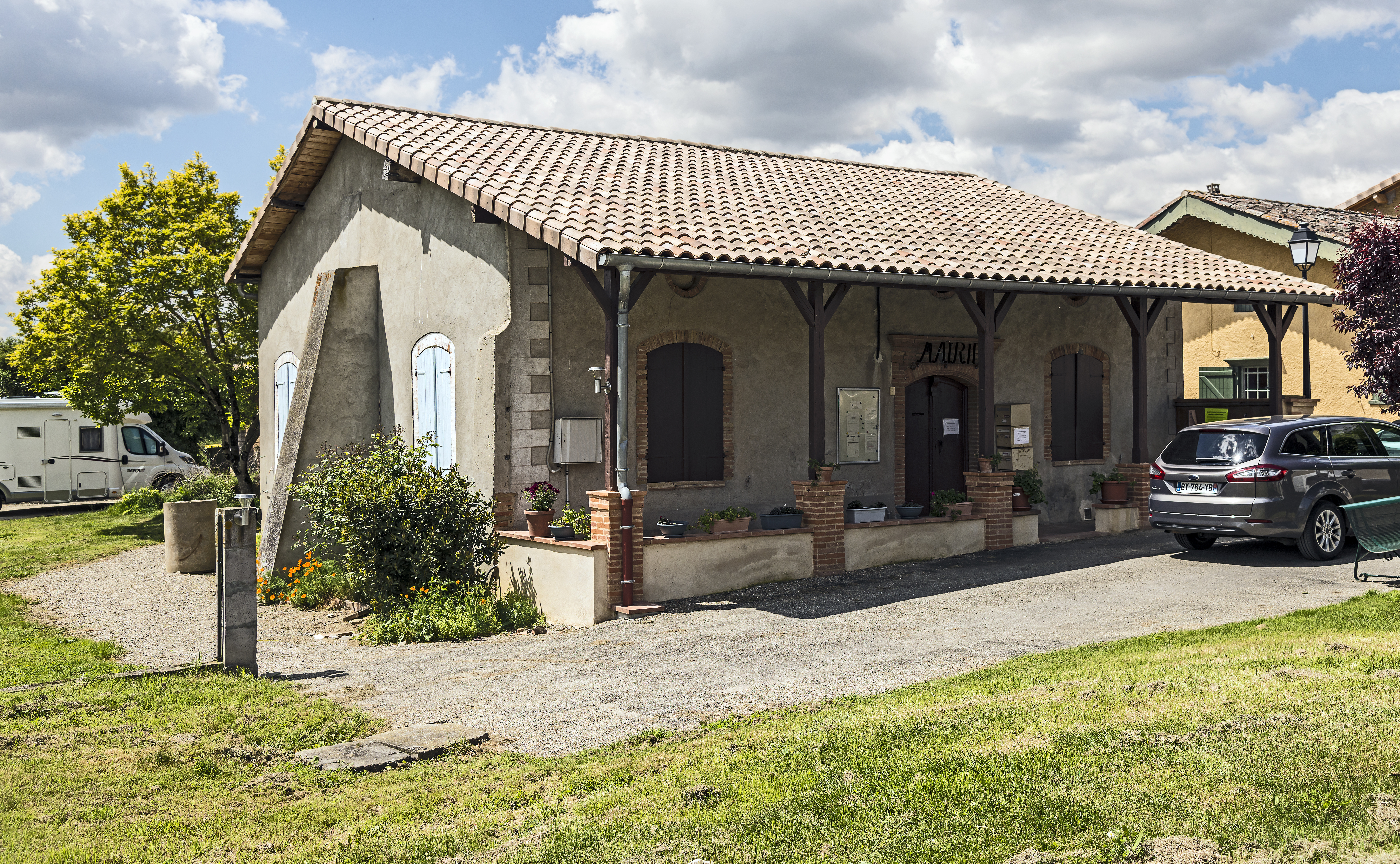
Ратуша
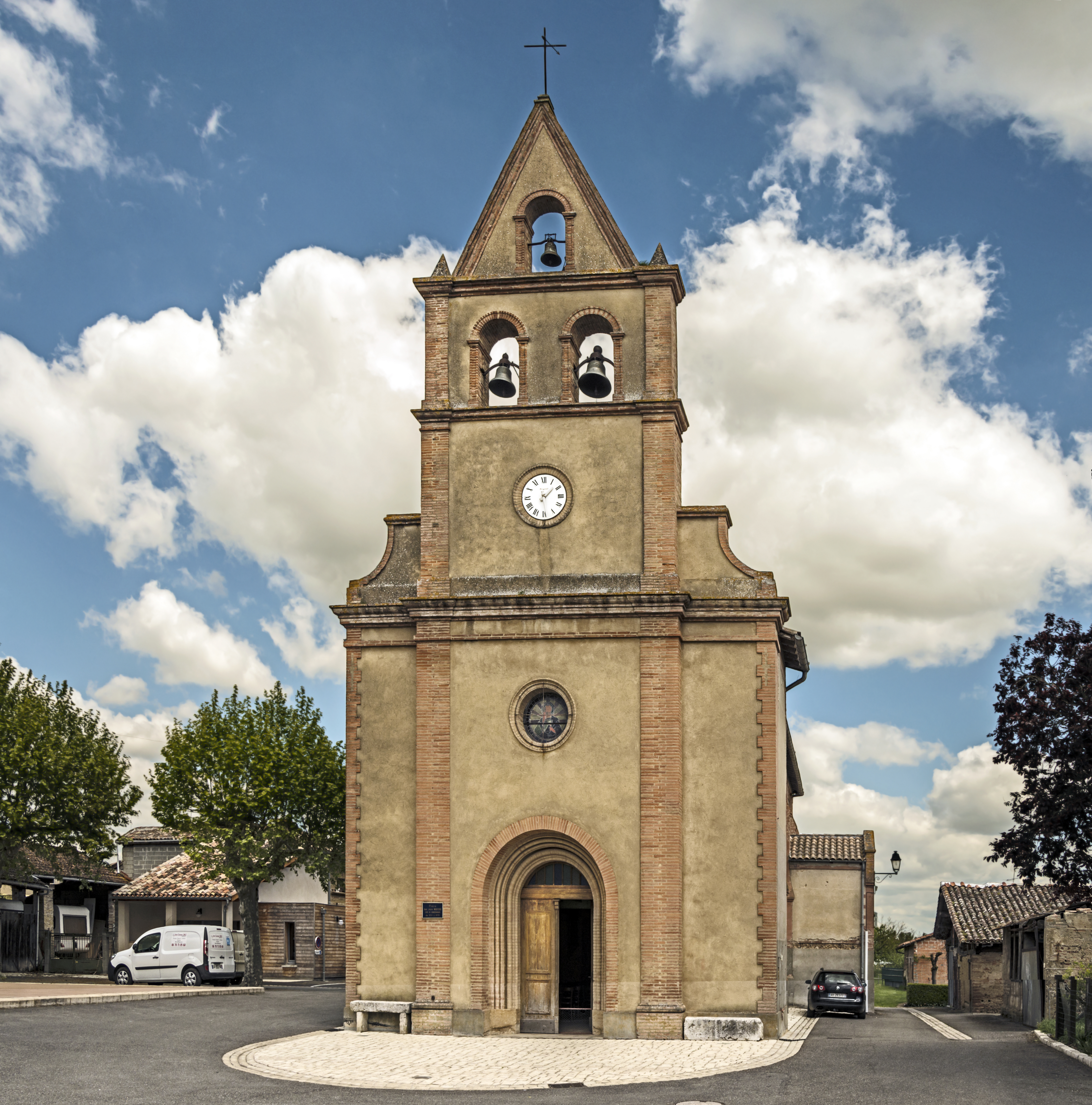
Церква
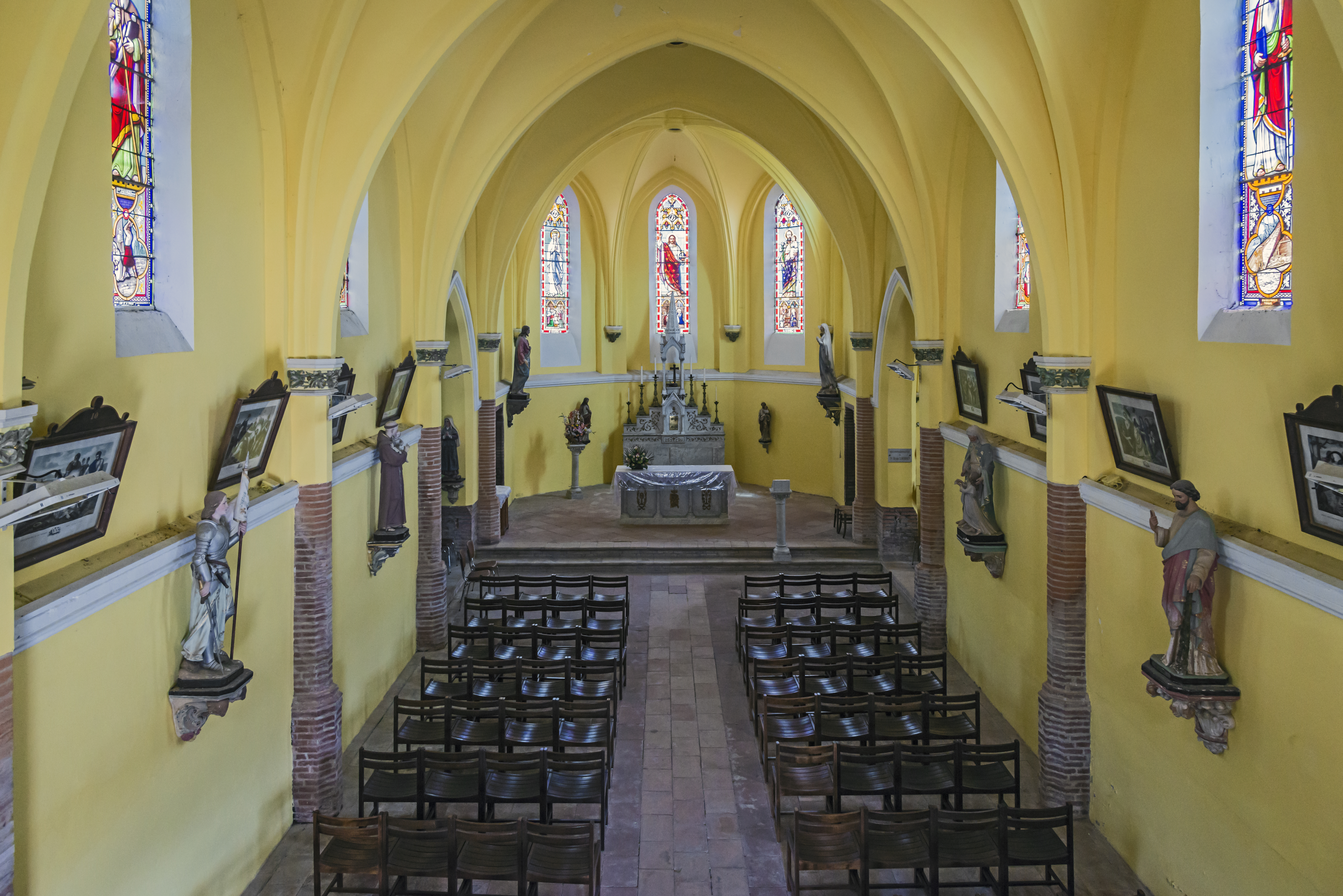
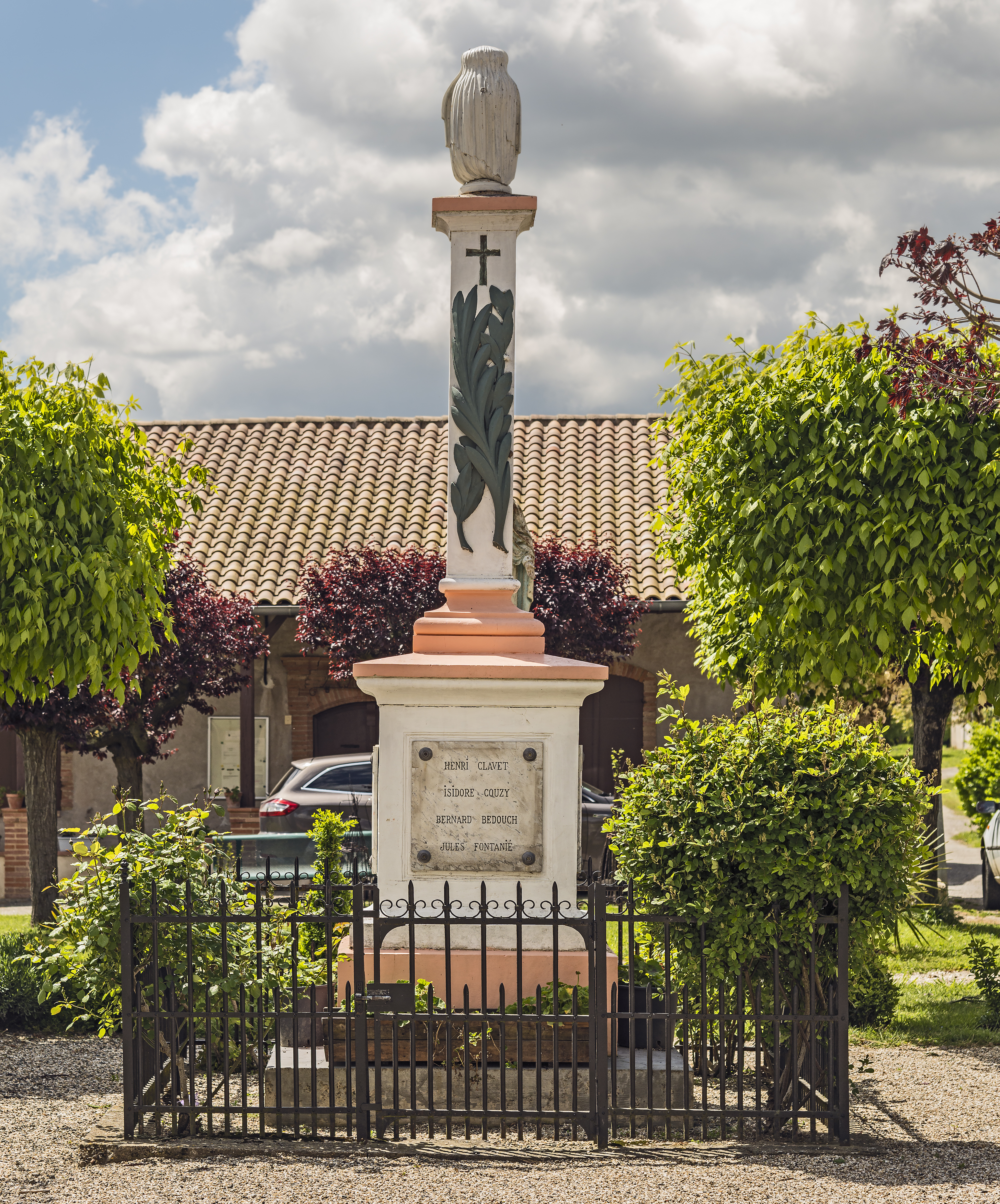
військовий меморіал